# 魏齐
魏齐（？—前265年），战国时期魏国的宗室，在魏昭王时担任相国。
魏國中大夫須賈出使齐国，知齊襄王贈禮予副使范雎，見誤以為其收賄泄密，命其返還，並於歸國後和時任相國魏齐告發范雎。魏齐重笞范雎，范雎詐死；被裹於席子中，丟至厕所，任由宾客朝他身上撒尿羞辱。范雎在守衛、郑安平與秦國使臣王稽的帮助下逃到秦国，化名為張祿，官至秦昭襄王相国。
日後，魏派遣須賈至秦，范雎讓須賈轉告魏王：速送魏齊頭來，否則將血洗大梁。魏齐害怕被范雎報復，逃到赵国平原君处。秦昭襄王欲為范睢報其仇，故邀平原君出使秦國，卻將平原君軟禁，以威胁赵孝成王。
趙孝成王派兵至平原君宅邸欲逮魏齐。魏齐得知消息後，連夜遁逃，拜訪趙相虞卿。虞卿嘗說服趙孝成王無果後，卸相印同魏齐抄小路奔至魏国，想透過信陵君前往楚国。但信陵君畏秦，犹豫再三，初未肯见；後因聽取侯嬴意見方迎之，卻為時已晚。魏齐在得知信陵君不愿見自己之時，便怒而自刎。
趙王得知後，將魏齐梟首，頭顱送至秦國，秦國方釋平原君還歸趙國。